# جيرالد دوفي
جيرالد دوفي (بالإنجليزية: Gerald Duffy)‏ هو كاتب سيناريو وصحفي أمريكي، ولد في 13 أبريل 1896 في نيويورك في الولايات المتحدة، وتوفي في 25 يونيو 1928 في لوس أنجلوس في الولايات المتحدة.

## وصلات خارجية
- جيرالد دوفي على موقع IMDb (الإنجليزية)
- جيرالد دوفي على موقع قاعدة بيانات الفيلم (الإنجليزية)